# Oonops leitaoni
Oonops leitaoni är en spindelart som beskrevs av William Syer Bristowe 1938. Oonops leitaoni ingår i släktet Oonops och familjen dansspindlar. Inga underarter finns listade i Catalogue of Life.